# 오노촌 (나가사키현)
오노촌(小野村)은 나가사키현 기타타카키군에 설치되었던 촌이다. 현재의 이사하야시에 해당한다.

## 역사
- 1889년 4월 1일 - 정촌제 시행에 의해 기타타카키군 이사하야정이 성립하였다.
- 1940년 9월 1일 - 이시하야정, 오구리촌, 우키촌, 마쓰야마촌, 모토노촌, 나가타촌과 합병, 시로 승격해 이시하야시가 성립하여, 오노촌은 소멸하였다.

## 교통

### 철도
- 시마바라 철도
  - 시마바라 철도선

## 학교
- 小野尋常高等小学校

## 참고문헌
- 角川日本地名大辞典 42 長崎県